# Левицкий, Михаил (митрополит)
Михаил Левицкий (укр. Миха́йло Леви́цький, пол. Michał Lewicki; 17 февраля 1774, Ланчин, Речь Посполитая — 14 января 1858, Унив, Австрийская империя) — украинский религиозный деятель, митрополит Галицкий, архиепископ Львовский, епископ Каменецкий — предстоятель Украинской грекокатолической церкви с 8 марта 1816 по 14 января 1858, кардинал-священник с 16 июня 1856.

## Семья. Духовное образование и карьера
Родился в семье священника села Пистиня Коломыйского уезда Стефана Левицкого герба Рогаля. В 1790 году окончил Станиславскую гимназию; продолжил духовное образование в греко-католической духовной семинарии Барбареум, действовавшей при церкви св. Варвары в Вене, где ему была присвоена научная степень доктора богословия. В 1798 году был рукоположен в священники.
С 1797 года — префект Львовской духовной семинарии, позднее профессор Священного Писания и пастырского богословия в Львовском университете.
С 1808 года — священник Галицкой митрополии.
С 1813 года — епископ Перемышльский.
17 августа 1815 года австрийский император Франц I назначил Михайло Левицкого Галицким митрополитом и Львовским архиепископом, а Папа римский утвердил это решение 8 марта 1816 года.
В 1846 году — номинирован на примаса Галичины, титул которого ранее традиционно предоставлялся римско-католическому епископу.
В 1856 году — Папа Пий IX назначил Левицкого кардиналом (вторым по очереди в УГКЦ).
Известен своей строгостью, которую проявлял в обращении с духовенством..

## Общественная деятельность
Находясь на посту Перемышльского епископа и в первые годы пребывания в сане митрополита, основал 383 народных (приходских) школы в Перемышльско-Самборской епархии и заботился об издании для них учебников; поддержал создание просветительского Общества священников в Перемышле (1816 год) и училища по подготовке дьяков и учителей (1817 год). Совместно с Иваном Могильницким добивался введения преподавания на родном языке в школах Восточной Галиции.
Впоследствии определился как консерватор, близкий к польско-шляхетским кругам, противник современных веяний в общественной и культурной жизни. Стал одним из инициаторов цензурного запрета альманахов «Заря» и «Русалка Днестровская», которые издала «Русская троица».
Был участником Венского конгресса 1815 года. В 1839 году выступил с протестом против ликвидации российским правительством унии на Правобережье, в Волыни и Белоруссии.
Во время Революции 1848—1849 в Австрийской империи поддержал создание Главной Русской Рады, поощрял духовенство к работе над просвещением народа, проявляя, однако непоследовательность в отношении к интригам польской политической верхушки.
16 июня 1856 года Папа римский Пий IX возвёл Левицкого в сан кардинала-священника, но в связи с плохим здоровьем он не смог прибыть в Рим, что получить кардинальскую шапку и титулярную церковь.

## Смерть и память
Умер в бывшем монастыре Успения Богородицы (с. Унив) 14 января 1858 года. Поминальные богослужения по высшему церковному иерарху и пылкому патриоту прошли во всей Галичине, в Вене, а также в Риме.
В 2008 году в рамках празднования 200-летия восстановления Львовской архиепархии была отмечена 150-летняя годовщина смерти кардинала. Состоялся научный круглый стол, приуроченный к этой дате и организованный представителями Института украиноведения НАН им. Ивана Крипякевича, на котором отражены самые разные аспекты его многогранной деятельности и самоотверженного служения.